# Notnops calderoni
Genre
Espèce
Notnops calderoni, unique représentant du genre Notnops, est une espèce d'araignées aranéomorphes de la famille des Caponiidae.

## Distribution
Cette espèce est endémique  de la région de Valparaíso au Chili,.

## Description
Notnops calderoni compte quatre yeux.
Le mâle holotype mesure 2,30 mm et la femelle 2,78 mm

## Étymologie
Cette espèce est nommée en l'honneur de l'arachnologiste chilien Raúl Calderón González.

## Publication originale
- Platnick, 1994 : A review of the Chilean spiders of the family Caponiidae (Araneae, Haplogynae). American Museum novitates, no 3113, p. 1-10 (texte intégral).